# Holger Gies
Holger Gies (* 17. Mai 1972 in Bad Neuenahr-Ahrweiler) ist ein deutscher Physiker und Hochschullehrer an der Friedrich-Schiller-Universität Jena.

## Leben und Wirken
Holger Gies wuchs im Rheinland in einer römisch-katholisch geprägten Familie auf. In seiner Schulzeit war er Ministrant.
Im Jahre 1991 bestand Gies am Peter-Joerres-Gymnasium in Bad Neuenahr-Ahrweiler das Abitur. Anschließend leistete er Zivildienst in einem Seniorenheim. An der Universität Tübingen legte er 1996 die Diplomprüfung in Physik ab und promovierte 1999 ebenda bei Walter Dittrich. Nach einem Forschungsaufenthalt am CERN in Genf übernahm er 2003 die Leitung einer Emmy-Noether-Gruppe der Deutschen Forschungsgemeinschaft an der Universität Heidelberg, wo er 2005 mit der Habilitationsschrift Quantum fluctuations and quantum vacua habilitierte.  Seit 2008 ist er Professor für theoretische Physik an der Friedrich-Schiller-Universität Jena. Im Jahre 2012 übernahm er in Jena den Lehrstuhl für Quantentheorie. Zudem ist Gies seit 2019 Sprecher eines Graduiertenkollegs und einer Forschungsgruppe der Deutschen Forschungsgemeinschaft.

## Privates
Gies ist verheiratet und Vater von drei Kindern.

## Auszeichnungen
Heinz Maier-Leibnitz-Preis, 2006